# Vieille Place d'Ispahan
Pour les articles homonymes, voir Atiq.
La Vieille Place d'Ispahan (en persan : میدان عتیق / Meydân-e 'Atiq ou میدان کهنه / Meydân-e Kohne) est une place dans le quartier historique de la ville d'Ispahan en Iran.